# Jadranska Hrvatska
Jadranska Hrvatska je jedno od tri statistička područja Hrvatske koje je u suradnji s Eurostatom odredio Državni zavod za statistiku. 
U Jadransku Hrvatsku ubrajaju se ove županije:
1. Primorsko-goranska županija
2. Ličko-senjska županija
3. Zadarska županija
4. Šibensko-kninska županija
5. Splitsko-dalmatinska županija
6. Istarska županija
7. Dubrovačko-neretvanska županija

Jedno je od najposjećenijih turističkih područja u EU-u.